# Viktor Örn Margeirsson
Viktor Örn Margeirsson (Reikiavik, 22 de julio de 1994) es un futbolista islandés que juega en la demarcación de centrocampista para el Breiðablik UBK de la Úrvalsdeild Karla.

## Selección nacional
Debutó con la selección de fútbol de Islandia el 6 de noviembre de 2022. Lo hizo en un partido amistoso contra Arabia Saudita que finalizó con un resultado de 0-1 a favor del combinado saudita tras un gol de Saud Abdulhamid.

## Clubes
| Club                         | País     | Año       | Partidos | Goles |
| ---------------------------- | -------- | --------- | -------- | ----- |
| Augnablik Kópavogur (cedido) | Islandia | 2012-2013 | 11       | 0     |
| HK Kópavogur (cedido)        | Islandia | 2014      | 20       | 0     |
| Breiðablik UBK               | Suecia   | 2015-2017 | 22       | 0     |
| ÍA Akraness (cedido)         | Suecia   | 2017      | 9        | 0     |
| Breiðablik UBK               | Islandia | 2018-     | 151      | 10    |